# Arpa làser
L'arpa làser és un instrument musical electrònic, en el qual les cordes d'una arpa convencional són substituïdes per un feix làser. El terme arpa làser va ser inventat per Bernard Szajner el 1981, que també va fer el primer disseny funcional, 
Avui dia, segueix sent un instrument poc conegut, tot i que està augmentant la seva popularitat.

## Funcionament
Una arpa làser és generalment construïda utilitzant un sol raig làser, difonent la seva ona en una sèrie de raigs en paral·lel. Quan un raig és bloquejat, aquest és detectat per un fotodíode o una fotoresistència que estan connectats a una consola electrònica, activant així la nota indicada. Per reproduir el so, actualment s'utilitzen sintetitzadors, samplers o ordinadors, connectats tots ells a l'arpa.
Els seus raigs poden ser de colors i allargar diversos metres, creant l'efecte de ciència-ficció que acompanya a la perfecció al so que produeix.
S'han desenvolupat nombrosos dissenys, incloent una versió MIDI inventada per Philippe Guerre i una altra recentment creada per Yan Terrien. Un model d'arpa làser de dos colors (verd per a les notes diatòniques, vermell per a les notes cromàtiques), va ser inventat per l'enginyer Maurizio Carelli el 2008.

## Història
Encara que el terme va ser creat per Geoffrey Rose a mitjans dels anys setanta, va ser el compositor francès de música electrònica, Bernard Szajner, qui la va patentar el 1981. Szajner el va veure l'invent ideal per unir música i espectacle.
Hi ha certa controvèrsia pel que fa a la veracitat de l'invent: Jean Michel Jarre -compositor de bandes sonores èpiques- l'ha utilitzat en molts dels seus concerts i ha aixecat sospites sobre si realment els raigs produïen notes o era sobretot una parafernàlia circense. D'altra banda, hi ha aficionats a l'electrònica que proporcionen instruccions a Internet sobre com fabricar una arpa làser i els exemples semblen massa nombrosos perquè es tracti d'un engany.

## Seguretat
Per produir ones làser visibles en l'aire convencional cal un làser relativament poderós, depenent del tipus i disseny de l'instrument. No obstant això, cal un làser d'una potència considerablement més gran per obtenir uns resultats espectaculars. En qualsevol cas, hi ha uns làsers de determinades classes que són necessaris, que poden introduir un significant risc de dany a la pell i als ulls. Cal, per tant, utilitzar proteccions com guants i ulleres.

## Construcció
Es té un làser que encenem i apaguem a molt alta velocitat contra un mirall muntat sobre un motor que va canviant de posició de forma sincronitzada amb el làser, de manera que dona lloc a una sèrie de feixos de llum molt espectaculars (si el làser té la potència adequada i/o la llum ambient és apropiada). Si disposem d'una cèl·lula fotoelèctrica que detecti quan un dels feixos de làser ha estat interromput i veiem en quina posició està el làser en aquest moment, podem associar a cada posició del làser una nota musical, que s'envia per MIDI a un teclat o al ordinador, o podem també fer sonar amb un petit altaveu.